# Heinz-Wilhelm Eck
Pour les articles homonymes, voir Eck.
Heinz-Wilhelm Eck, né le 27 mars 1916  et mort fusillé le 30 novembre 1945, est un commandant allemand d'U-Boot pendant la Seconde Guerre mondiale. Il a été condamné à mort pour crime de guerre pour avoir ordonné de tirer sur les survivants d'un cargo grec que son sous-marin venait de couler dans l'Atlantique.

## Biographie
Né le 27 mars 1916 à Hambourg, Heinz-Wilhelm Eck entre dans la Kriegsmarine en 1934. De septembre 1939 à février 1941, il est commandant de la 6e Flottille de dragueurs de mines et le 1er décembre 1941, il est promu Kapitänleutnant.
Eck commande la 8e Flottille de dragueurs de mines de mars 1941 à juin 1942, avant de rejoindre l'Unterseeboot Lehr division (Division d'instruction sous-marine) à Pillau de juin 1942 à octobre 1942, au cours de laquelle il suit une formation sur l'U-124.
Il fréquente ensuite la Kommandantenschule, la 2. Unterseebootsflottille, la 2.UAA (U-Fahrausbildungslehrgang), la Kommandaten-Schiesslehrgang et la 24. Unterseebootsflottille entre novembre 1942 et février 1943.
Après avoir été détaché à la 6. KLA Kriegsschiffbaulehrabteilung de mai 1943 à juin 1943, il prend le commandement de l'U-852 du 15 juin 1943 au 3 mai 1944. Il coule deux navires marchands pour un total de 9 972 tonneaux au cours de l'unique patrouille qu'il effectua.
Le 2 mai, l'U-Boot qu'il commande est attaqué dans la mer d'Arabie, à l'est des côtes de la Somalie, par un bombardier britannique Vickers Wellington de l'escadrille Sqdn 8 qui lui l'endommageant au moyen de charges de profondeur. Le bateau étant perdu, Heinz-Wilhelm Eck se dirige vers les côtes somaliennes quand il s'échoue sur un récif de corail pendant une seconde attaque de six bombardiers Vickers Wellington de l'escadrille Sqdn 621. L'U-852 est ensuite sabordé puis dynamité. L'attaque coûte la vie à sept des membres d'équipage et cinquante-neuf autres, dont Heinz-Wilhelm Eck, sont faits prisonniers de guerre par les britanniques le lendemain.
Après la guerre, il est jugé par un tribunal militaire britannique avec les officiers de l'U-Boot 852 pour crime de guerre alors qu'il était commandant du sous-marin. En effet, le 13 mars 1944, il torpille et coule le cargo grec SS Peleus dans l'Atlantique Sud et ordonne de tirer sur les survivants dans l'eau ou dans des radeaux, espérant effacer tout témoignage de l'attaque. Lorsque l'U-Boot quitte la zone, seuls quatre des trente-neuf hommes d'équipage du cargo sont en vie. Trois sont secourus le 20 avril par le vapeur marchand portugais Alexandre Silva.
Lors du procès, Heinz-Wilhelm Eck et deux de ses officiers, le Second August Hoffmann et le médecin Walter Weispfennig, sont condamnés à mort par armes à feu ; deux autres sont acquittés. La sentence est exécutée le 30 novembre 1945. Il est le seul commandant de sous-marin à être jugé pour crimes de guerre.

## Résumé de carrière

### Navires coulés
Durant sa carrière, Eck a coulé avec l'U-852 deux navires commerciaux pour un total de 9 972 tonneaux de jauge brute au cours de l'unique patrouille (107 jours en mer) qu'il effectua.
| Date           | Navire      | Pavillon    | Tonnage |
| -------------- | ----------- | ----------- | ------- |
| 13 mars 1944   | SS Peleus   | Grèce       | 4 695 t |
| 1er avril 1944 | SS Dahomian | Royaume-Uni | 5 277 t |

### Décorations
- Croix de fer (1939) 2e classe & 1re classe (1940)
- Badge de guerre de dragueur de mines (1940)

### Promotions
| 8 avril 1934 :      | Offiziersanwärter (Élève-officier)                        |
| 1er juillet 1935 :  | Fähnrich zur See (Aspirant)                               |
| 1er janvier 1937 :  | Oberfähnrich zur See (en) (Officier-aspirant)             |
| 1er avril 1937 :    | Leutnant zur See (Enseigne de vaisseau de 2e classe)      |
| 1er avril 1939 :    | Oberleutnant zur See (Enseigne de vaisseau de 1re classe) |
| 1er décembre 1941 : | Kapitänleutnant (Capitaine-lieutenant)                    |